# Alphabet dialectal suédois

Quelques symboles utilisés dans l’Ordbok över Sveriges dialekter.

L’alphabet dialectal suédois (Landsmålsalfabetet en suédois) est un système de transcription phonétique, utilisé en dialectologie suédoise, mis au point par Johan August Lundell en 1878 et empruntant plusieurs symboles à l’alphabet phonétique de Carl Jakob Sundevall. Il compte 89 caractères dans sa version originale mais plus 200 caractères ont été utilisés pour les différents sons de la langue suédoise et de ses dialectes depuis. Plusieurs symboles additionnels sont introduits par Adolf Noreen (entre 1903 et 1907), Henry B. Goodwin (en 1905 et 1908), Herman Geijer (sv) (en 1906, 1912 et 1921), Gideon Danell (en 1911), Olof Gjerdman (sv) (en 1927), Bengt Holmberg en 1949, ou encore dans le Ordbok över folkmålen i övre Dalarna (sv) (publié à partir de 1961).
L’alphabet dialectal suédois a aussi été utilisé dans plusieurs ouvrages de la collection «  Archives d'Études Orientales (de) »  dont notamment par Emanuel Mattsson pour une étude phonologique de l’arabe de Beyrouth, par Richard Ekblom dans le Manuel phonétique de la langue lituanienne, ou encore par Gerhard Lindblom dans ses travaux sur le kamba et le tharaka. Il a aussi été utilisé par Karl Bernhard Wiklund (en) dans plusieurs de ses travaux sur le same de Lule, par Just Knud Qvigstad pour le same avec quelques symboles additionnelles, ou avec des symboles additionnels par Bernhard Karlgren dans certains de ses ouvrages sur les langues chinoises. Quelques symboles ont été empruntés par Eemil Nestor Setälä dans un ouvrage sur les sons du finnois ou et certains ont été adoptés dans l’alphabet phonétique international.

## Symboles

### Voyelles

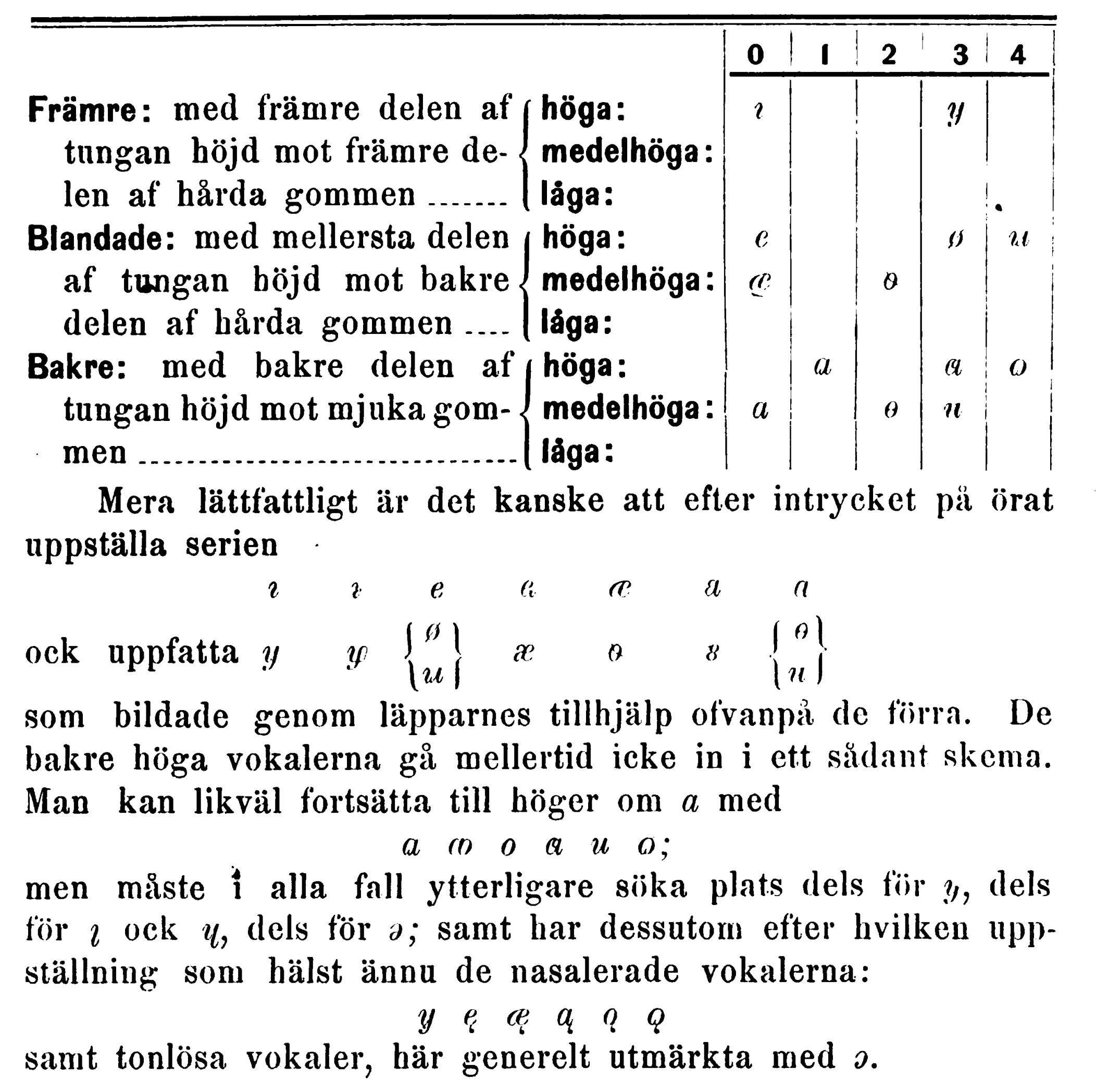
Tableau des voyelles dans Lundell 1878.

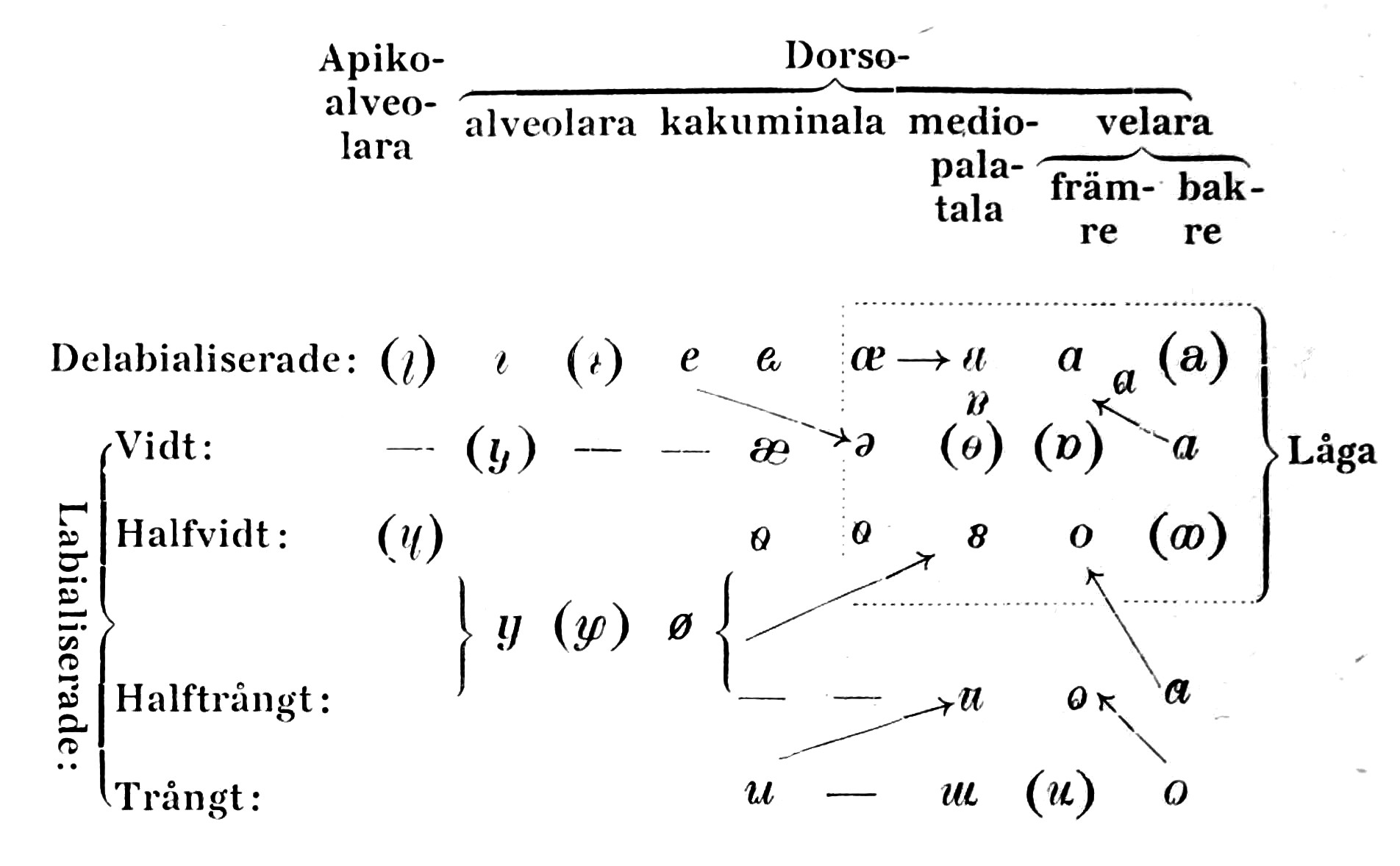
Tableau des voyelles dans Noreen 1903.

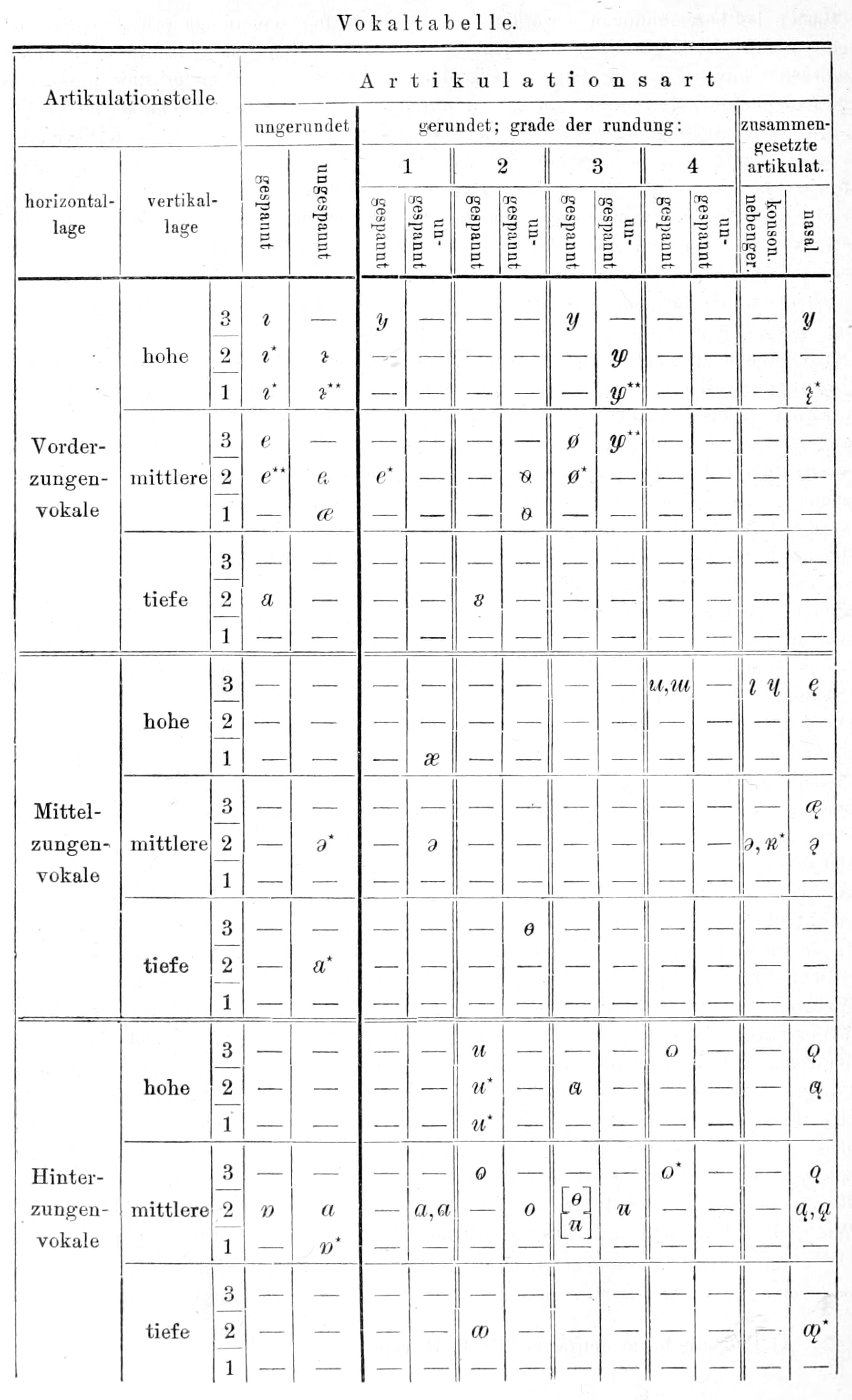
Tableau des voyelles dans Buergel Goodwin 1905.

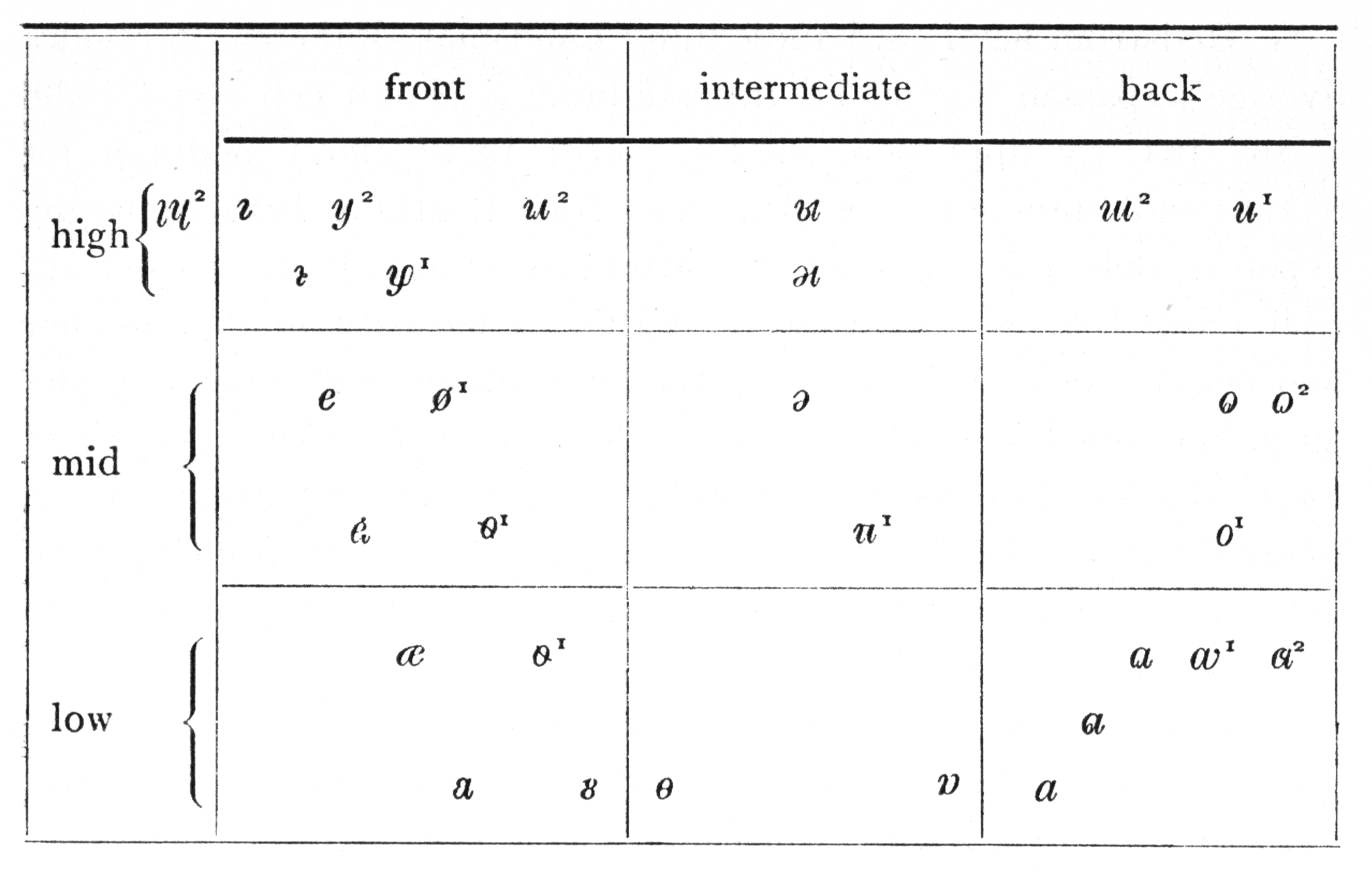
Tableau des voyelles dans Lundell 1928.

| Symboles                         | Notes                      |
| -------------------------------- | -------------------------- |
| ɩ                                |                            |
| ɩ à boucle centrée               |                            |
| ʅ                                |                            |
| e                                |                            |
| e étiré                          | Holmberg 1949              |
| ⱸ                                |                            |
| ligature aⱸ                      | Gjerdman 1927              |
| æ (ligature ɑ-e)                 |                            |
| ᴂ (ligature ɑ-e culbuté)         | Gjerdman 1927              |
| ꞛ                                |                            |
| ꞛ culbuté                        | Noreen 1903, Gjerdman 1927 |
| ɑ                                |                            |
| ɑ à petit rond inférieur inscrit |                            |
| ɑ à cran                         |                            |
| y                                |                            |
| y à boucle                       |                            |
| ʯ                                |                            |
| y à cran                         |                            |
| ø                                |                            |
| o à trait diagonal               |                            |
| o à trait diagonal culbuté       |                            |
| ᴕ                                |                            |
| u                                |                            |
| ɷ                                |                            |
| ɷ culbuté                        | Gjerdman 1927              |
| ⱺ                                |                            |
| ɑ à petit rond supérieur inscrit |                            |
| o                                |                            |
| ꜵ (ligature ɑ-o)                 |                            |
| ꜹ                                | Lundell 1928               |
| ɵ                                |                            |
| u à cran                         |                            |
| ɯ                                |                            |
| u fermé par un trait             |                            |
| ə                                |                            |
| ɒ                                |                            |

### Consonnes

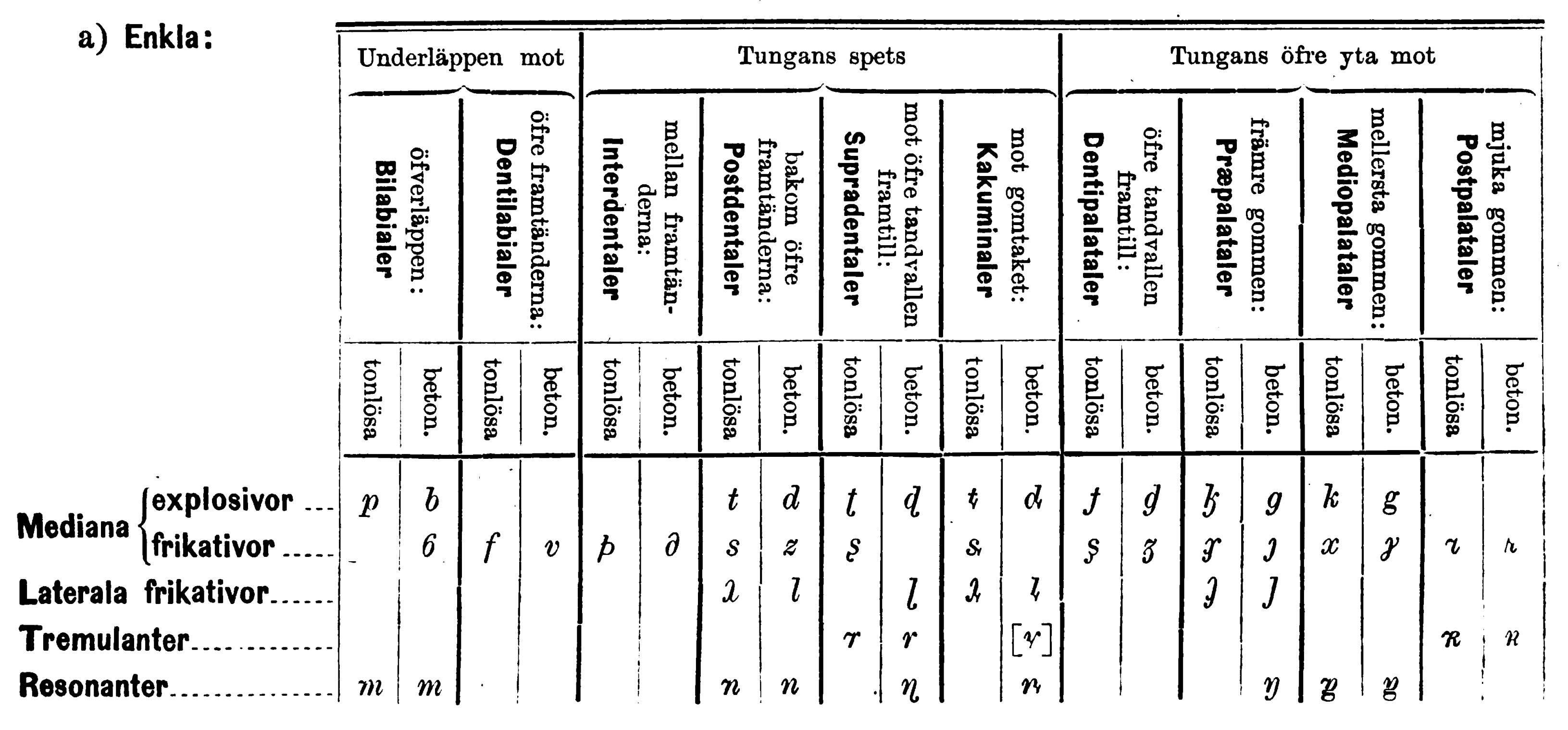
Tableau des consonnes dans Lundell 1878.

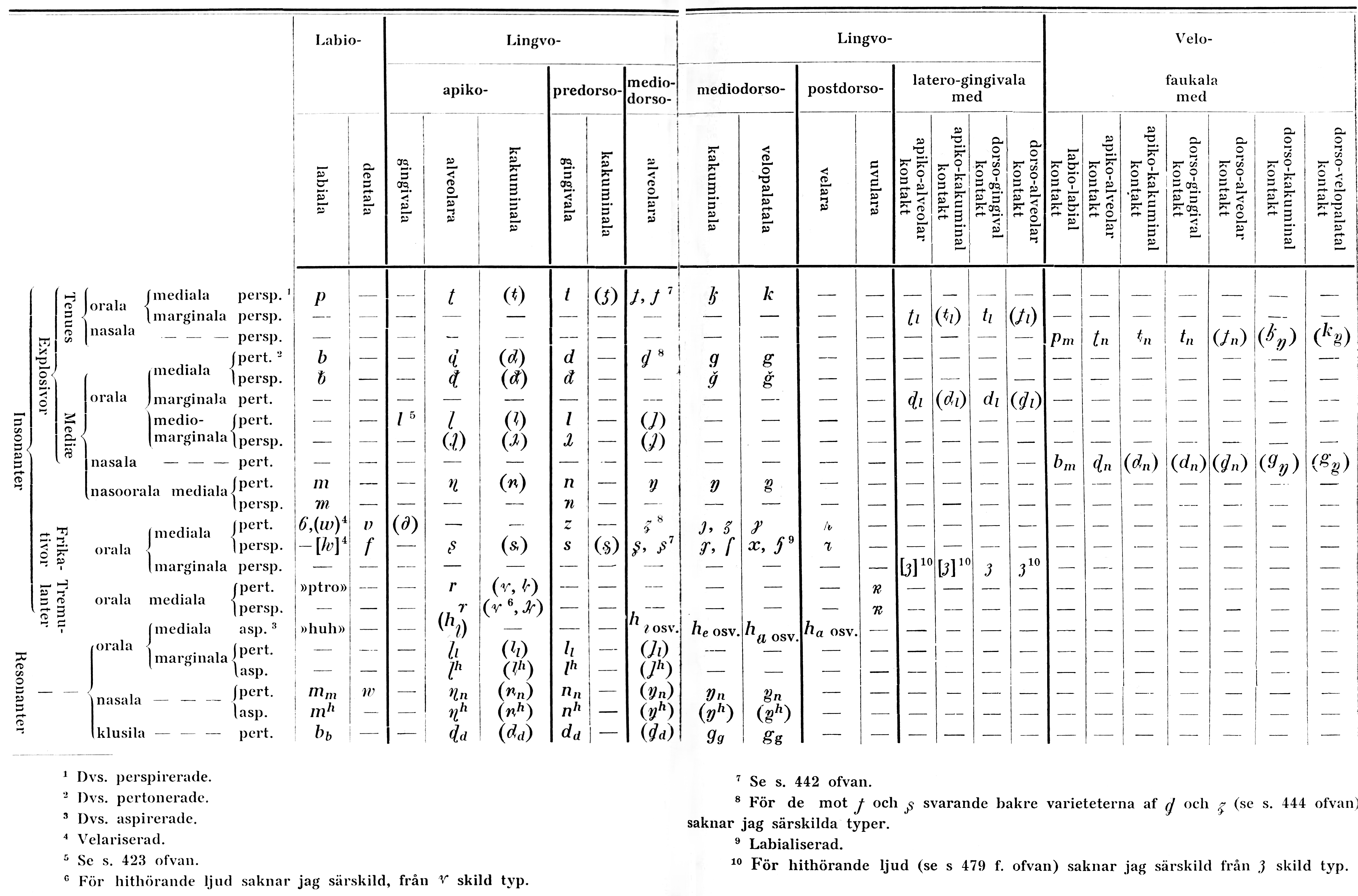
Tableau des consonnes dans Noreen 1903.

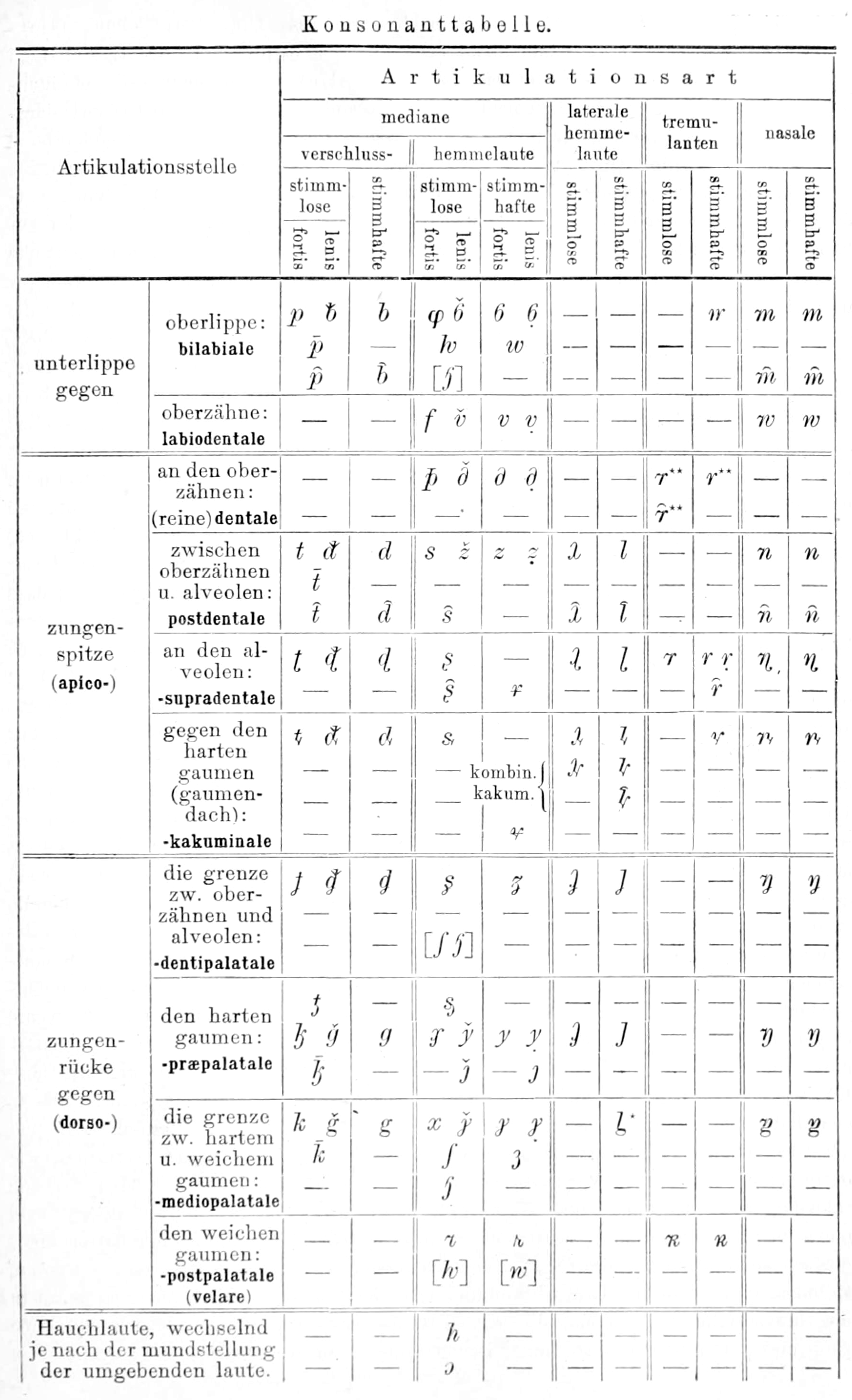
Tableau des consonnes dans Buergel Goodwin 1905.

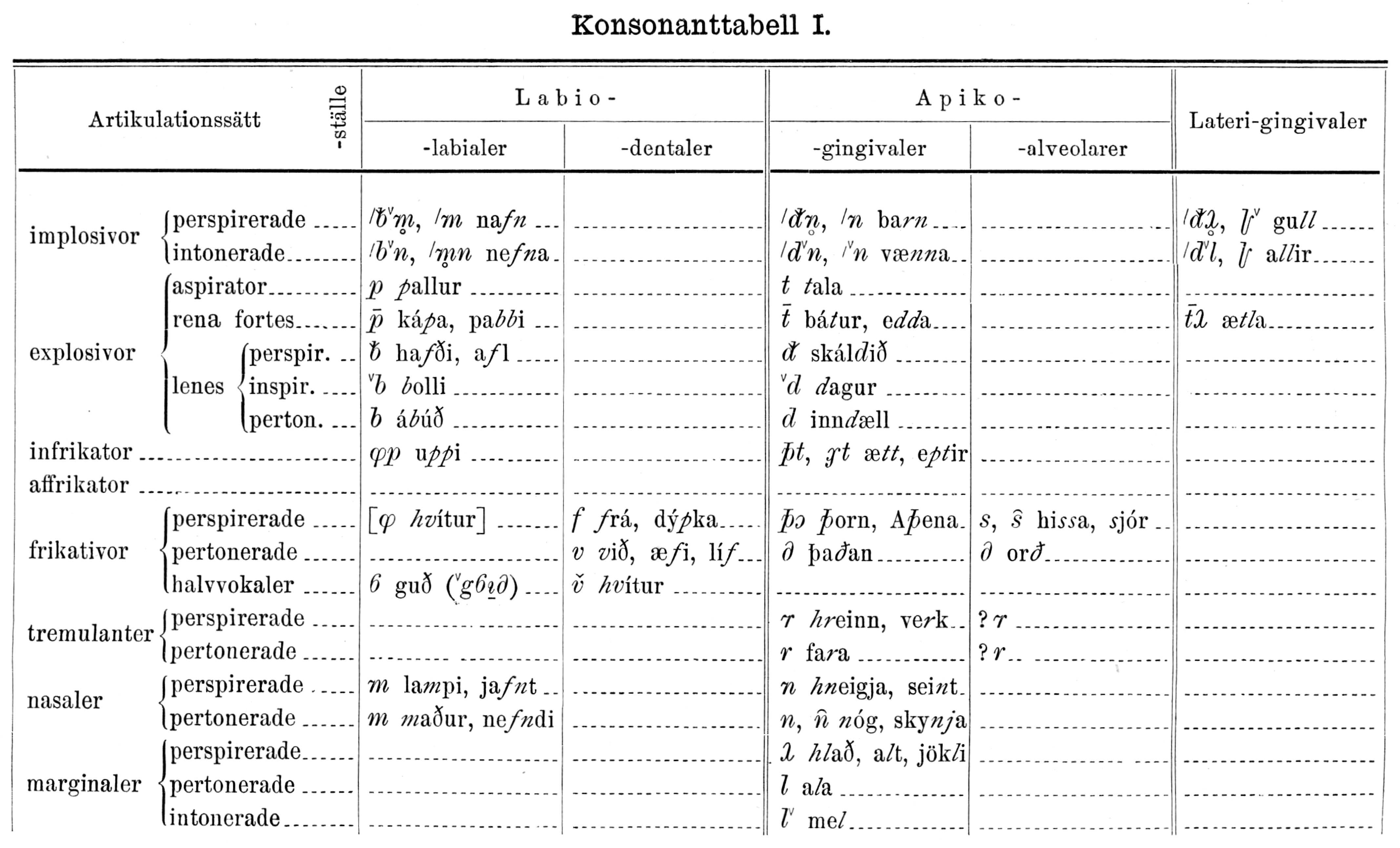
Tableau 1 des consonnes islandaises dans Buergel Goodwin 1908.

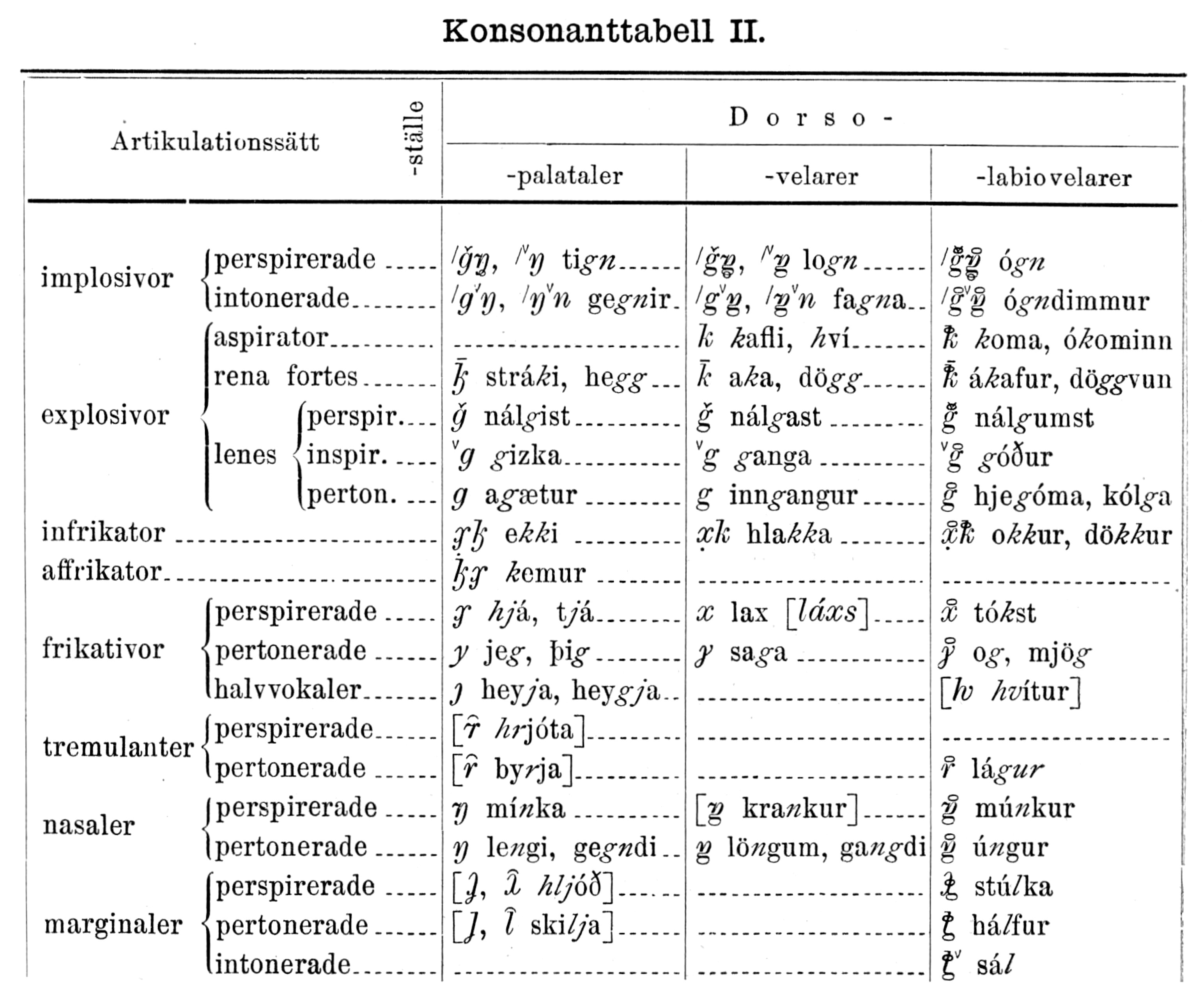
Tableau 2 des consonnes islandaises dans Buergel Goodwin 1908.

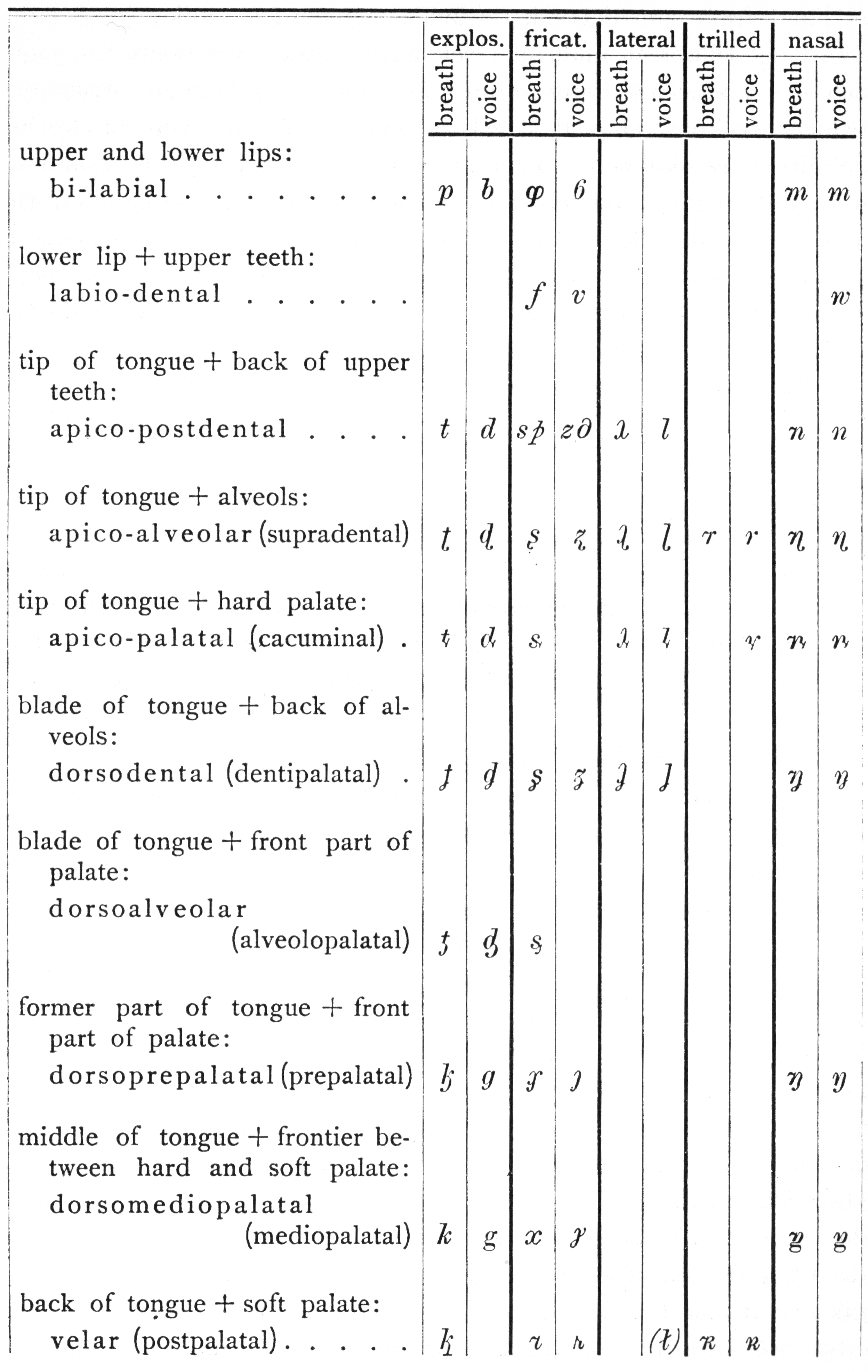
Tableau des consonnes dans Lundell 1928.

| p                                  |
| b / b̌                              |
| m / ligature ꭋ-m                   |
| nwair                              |
| f                                  |
| φ                                  |
| v                                  |
| ɓ (b cursif)                       |
| w / ƕ                              |
| t                                  |
| ʈ                                  |
| t à étrier                         |
| d / ď                              |
| ɖ / ɖ̌                              |
| d à étrier / ď à étrier            |
| n / ligature ꭋ-n                   |
| ɳ / ligature ꭋ-ɳ                   |
| r à étrier / ligature ꭋ-r à étrier |
| l / ⱹ                              |
| ɭ                                  |
| l à étrier / ⱹ à étrier            |
| l à anse / ⱹ à anse                |
| r / ligature ꭋ-r                   |
| ɍ                                  |
| r à étrier                         |
| þ                                  |
| ẟ                                  |
| s                                  |
| ʂ                                  |
| s à étrier                         |
| s bouclé                           |
| ʃ                                  |
| ɧ                                  |
| z                                  |
| ᶎ (ou ʒ)                           |
| ɀ (z à crochet gauche)             |
| t queue croisée                    |
| d queue croisée                    |
| ꬼ / ligature ꭋ-ꬼ                   |
| l bouclé / ⱹ bouclé                |
| ȷ / ᶍ                              |
| k                                  |
| ᶄ                                  |
| g / ǧ                              |
| ꞔ bouclé / ꞔ bouclé caron          |
| ligature n-g                       |
| ŋ / ligature ꭋ-ŋ                   |
| ɣ / x                              |
| ꭋ fermé / ꭋ                        |
| ʀ / ligature ꭋ-ʀ                   |
| h                                  |